# 浅野和三郎
浅野 和三郎（あさの わさぶろう、1874年（明治7年）8月13日 - 1937年（昭和12年）2月3日）は、日本の心霊主義運動の父。筆名は浅野 馮虚（あさの ひょうきょ）、憑虚 とも。兄は海軍軍人の浅野正恭。

## 生涯
茨城県稲敷郡源清田村（現・稲敷郡河内町源清田）に代々医師を生業とする、浅野家の父・元斎（げんさい）（婿入り）と、母・かんの三男として生まれた。
1896年（明治29年）、東京帝国大学に入学。同時期に小泉八雲が英文学担当教師として赴任し、教えを受ける。在学中に機関誌『帝国文学』に処女作「吹雪」を発表。浅野馮虚の筆名で、その後短編小説等を続々発表し文才を発揮。さらに、英文学科に在籍しながら、英米文学の翻訳にも手を広げ、アーヴィングの『スケッチブック』、ディケンズの『クリスマスカロル』、エドワーズの『奇々怪々』を出版した。このような経歴が、心霊研究への下地となっている。
1899年（明治32年）に東京帝国大学英文学科を卒業。海軍に請われて、横須賀にある海軍機関学校の英語教官に赴任する。機関学校の同僚スティーブンソンは神智学会員であった。
1915年（大正4年）の春、三男の三郎が原因不明の熱病になり、多数の医者に見せても回復せず半年を過ぎていたが、三峰山という女行者の言葉通りに快癒した事から、心霊研究に傾倒し、1916年（大正5年）に海軍機関学校を退官し、当時最も実践的な心霊研究をしている教団であった大本に入信。教団内で有力な信者となり、出口王仁三郎が提唱した「大正維新論」を解説するなど、論客として活躍した。
1921年（大正10年）の第一次大本事件の後は教団を離れ、1923年（大正12年）3月、「心霊科学研究会」を創設。同時期に大本を離れた人物として生長の家創始者谷口雅春がいる。
1928年（昭和3年）、ロンドンで開かれた第三回国際スピリチュアリスト会議（世界神霊大会）に出席し、グロートリアン・ホールにて「近代日本における神霊主義」の演題を英語で講演する。さらにロンドンで霊媒や降霊会を訪ね、パリ、ボストン等を歴訪し、心霊関連の文献を多数持ち帰る。この実績をもとに、日本国内での心霊主義（スピリチュアリズム）の啓蒙活動によって、1929年（昭和4年）5月に名古屋に「中京心霊協会」が、同年7月に大阪に「大阪心霊科学協会」が、そして12月に東京に「東京心霊科学協会」が相次いで設立されて心霊研究の実行機関が各地に設置された。「東京心霊科学協会」では、翌1930年（昭和5年）1月15日に設立記念の新年総会を開催して、1月17日に新事務所開きを行って、活動を展開し始めた。 
妻の多慶子は三郎の病気が治った翌年から、霊的な能力を見せ始め、1929年（昭和4年）、次男の新樹の死をきっかけに霊言（トランス・トーク）を行うようになり、『新樹の通信』、『小桜姫物語』（ともに霊界見聞録等の内容）を収録し出版した。
1936年（昭和11年）末、『小桜姫物語』の原稿をまとめ上げ出版の準備を終えた後、1937年（昭和12年）2月1日急性肺炎を発症し、2月3日に急死した。62歳没。

## 心霊科学研究
「心霊科学研究会」顧問及び「東京心霊科学協会」の理事であった和三郎の次兄浅野正恭（1867年 - 1954年）は元海軍中将であり、『日本精神の淵源―古事記生命の原理』の著作もある。正恭らが、和三郎の死後、活動の主体を担い、和三郎の遺筆をまとめあげ、出版活動がなされた。
和三郎の死後も「心霊科学研究会」及び「東京心霊科学協会」は活動を続けたが第二次世界大戦の激化で活動を休止。現在は財団法人「日本心霊科学協会」、「日本スピリチュアリスト協会」として活動を行っている。

## 著書・翻訳書
- 『出廬』綾部生活の五年（第一部）、浅野和三郎著、大日本修斎会 刊、1921年
浅野和三郎の自伝。処女作『吹雪』執筆時の不思議な体験など、心霊研究の道に入るまでの話。三男の病気が治ったこと、大本との出会い。そして綾部への移住前までが綴られている。
心霊著作保存会の心霊図書館より、現代かな遣いWeb[リンク切れ]
霊界物語ネット
- 『冬籠』綾部生活の五年（第二部）、浅野和三郎著、大日本修斎会 刊、1921年
自伝の続き。綾部への移住に始まり、大本での霊的な体験など、生活の機微を交えて描かれている。
心霊著作保存会の心霊図書館より、現代かな遣いWeb[リンク切れ]
霊界物語ネット
  - 上記2冊は『大本霊験秘録』に収録、八幡書店 刊、1991年8月 ISBN 4-89350-164-X
- 『岩間山人と三尺坊 : 神秘物語』浅野和三郎編、嵩山房 刊、1923年
平田篤胤の実録『岩間山人と寅吉』、尾張藩藩医の柳田泰治の実録『三尺坊と才一郎』の2作品を和三郎が編集したもの。
心霊著作保存会の心霊図書館より、現代かな遣いWeb
- 『死後の世界』J.S.M.ワード著、浅野和三郎訳、嵩山房 刊、1925年、戦後 心霊科学研究会出版部 刊
潮文社より復刻版1985年（昭和60年）（浅野和三郎著作集２）、復刻版新装版1994年3月、ISBN 4-8063-1256-8
コスモ・テン・パブリケーションより（発売：太陽出版）1988年11月、ISBN 4-87666-006-9
でくのぼう出版より（発売：星雲社）1999年4月、ISBN 4-7952-0584-1
心霊著作保存会の心霊図書館より、現代かな遣いWeb、2010年公開
- 『心霊講座』浅野和三郎著、嵩山房 刊、1928年6月
潮文社より復刻版1985年7月（浅野和三郎著作集６）、復刻版新装版1999年12月、ISBN 4-8063-1338-6
心霊著作保存会の心霊図書館より、現代かな遣いWeb
- 『永遠の大道』G.カミンズ著、浅野和三郎訳、心霊科学研究会出版部 刊、1932年
潮文社より復刻版1985年7月（浅野和三郎著作集１）、復刻版新装版2005年6月、ISBN 4-8063-1400-5
- 『神霊主義－事実と理論』浅野和三郎著、嵩山房 刊、1934年
  - 『神霊主義 :心霊と人生のテキスト 心霊研究からスピリチュアリズムへ』

コスモ・テン・パブリケーションより（発売：太陽出版）現代文復刊、桑原啓善監修、熊谷えり子現代文1989年1月、ISBN 4-87666-007-7
でくのぼう出版より現代文復刊、桑原啓善監修、熊谷えり子現代文、2003年1月、ISBN 4-7952-3350-0
- 『幽界行脚』J.S.M.ワード著、浅野和三郎訳、
心霊著作保存会の心霊図書館より、現代かな遣いWeb、2010年公開
- 『照魔鏡 : 正信と迷信の識別標準』柳香書院、1935年
- 『心霊から観たる世界の動き』浅野和三郎著、柳香書院、1936年
- 『小桜姫物語』心霊科学研究会出版部 刊、1937年2月
潮文社より復刻版1985年7月（浅野和三郎著作集４）、復刻版新装版2003年7月、ISBN 4-8063-1254-1
心霊著作保存会の心霊図書館より、現代かな遣いWeb
心霊学研究所より、現代語訳Web、更新完了2004.04.05
- 『心霊読本』浅野和三郎著、心霊科学研究会出版部 刊、1937年8月
心霊著作保存会の心霊図書館より、現代かな遣いWeb
- 『霊訓』W.S.モーゼス著、浅野和三郎訳解、心霊科学研究会出版部 刊、1937年9月
潮文社より復刻版1985年6月（浅野和三郎著作集３）、復刻版新装版2005年6月、ISBN 4-8063-1284-3
心霊著作保存会の心霊図書館より、現代かな遣いWeb
- 『新時代と新信仰』アーサー・フィンドレー著、浅野和三郎訳、心霊科学研究会出版部 刊、1937年
- 『心霊学より日本神道を観る』浅野和三郎著、心霊科学研究会出版部 刊、1938年6月
心霊著作保存会の心霊図書館より、現代かな遣いWeb
心霊学研究所より、現代語訳Web、2002.12.17
- 『欧米心霊行脚録』浅野和三郎著、心霊科学研究会出版部 刊、1938年8月
  - 『世界的名霊媒を訪ねて : その心霊現象実験記録・外』旧題名:欧米心霊行脚録、1970年

心霊著作保存会の心霊図書館より、現代かな遣いWeb
  - 『欧米心霊旅行記』心霊学研究所より、現代語訳Web、最終更新2004.05.15
- 『心霊小品集』浅野和三郎著、心霊科学研究会出版部 刊、1939年
心霊著作保存会の心霊図書館より、現代かな遣いWeb
- 『心霊縦横談. 第1輯』浅野和三郎著、心霊科学研究会出版部 刊、1939年
- 『第六感と精神統一法』浅野和三郎著、心霊科学研究会出版部 刊、1941年6月20日
心霊著作保存会の心霊図書館より、現代かな遣いWeb
- 『心霊研究とその帰趨』心霊科学研究会出版部 刊、1950年7月15日、『神霊主義』より改題
心霊著作保存会の心霊図書館より、現代かな遣いWeb
- 『新樹の通信』心霊科学研究会出版部 刊、1931年 - 1936年（心霊文庫全3冊、のち1949年1冊化）
潮文社より復刻版1985年7月（浅野和三郎著作集５）、復刻版新装版1998年3月、ISBN 4-8063-1302-5
- 『心霊文庫-全20編』心霊科学研究会出版部 刊、1930年 - 1941年
心霊著作保存会の心霊図書館より、現代かな遣いWeb

ほか多数